# Ryō Yoshizawa
Ryō Yoshizawa (吉沢 亮, Yoshizawa Ryō), né le 1er février 1994, est un acteur japonais.

## Jeunesse
Yoshizawa est né le 1er février 1994 à Tokyo. Il grandit au sein d'une fratrie de trois autres garçons, un aîné et deux cadets. Il pratique le kendo depuis ses neuf ans et est ceinture noire, deuxième dan. Il s'est également initié au kick-boxing.

## Carrière

### Un début de carrière rapide et prometteur
Repéré parmi 31 514 candidats lors d'un concours lancé par Amuse Inc, Yoshizawa intègre l'agence en 2009.
Courant 2011, à dix-sept ans, il fait ses débuts en tant qu'acteur dans la série dramatique Sign ; la distribution comporte d'autres talents d'Amuse, notamment Takuya Uehara, Sōichi Hirama et Dōri Sakurada. Cette même année, il figure à la distribution de Kingyo Club.
Sa carrière connaît un tournant majeur lorsqu'il est choisi pour interpréter l'un des protagonistes phares de Kamen Rider Fourze, une série issue de la franchise Kamen Rider. Interviewé à cette occasion, Yoshizawa déclare avoir étudié le trouble dissociatif de l'identité pour camper Ryūsei Sakuta / Kamen Rider Meteor. Il compare en outre son personnage à Light Yagami (Death Note). Il s'est également inspiré de Bruce Lee en usant d'un kiai caractéristique lorsqu'il s'adonne au combat. Il tient le rôle durant deux ans, dans différents dramas et plusieurs longs-métrages, ce qui accentue sa popularité auprès du grand public.

### Une confirmation progressive, des rôles secondaires aux personnages de premier plan
En 2017, Yoshizawa incarne Okita Sogo dans Gintama, adaptation live du manga éponyme. Le casting est prestigieux, avec Shun Oguri en tête d'affiche. Yoshizawa retrouve son personnage à l'occasion de Gintama 2, en 2018. Sa performance lui permet de décrocher le prix du Meilleur nouvel acteur au 40ème Festival du film de Yokohama et aux 10ème TAMA Movie Awards.
Son jeu dans River's Edge est également salué, et lui assure une récompense au 42ème Japan Academy Prize.
Entre 2019 et 2024, il figure dans la saga à succès Kingdom : aux côtés de Kento Yamazaki (Xin), il prête ses traits au Roi Eisei sur l'ensemble de la quadrilogie. Pour sa performance, il remporte deux fois le prix du Meilleur acteur dans un second rôle, aux 62ème Blue Ribbon Awards et au 43ème Japan Academy Prize. Il décroche également l'Élan d'or de la révélation de l'année pour l'ensemble de ses performances acclamées en 2020.
Sur cette même période, de 2021 à 2023, il tient l'un des rôles majeurs de Tokyo Revengers, trilogie cinématographique tirée du manga culte.
Il est choisi pour la production Netflix In Love and Deep Water, écrite par le scénariste multi-récompensé Yūji Sakamoto. Il incarne le rôle principal en compagnie de nombreuses célébrités telles que Aoi Miyazaki, Yō Yoshida et Rinko Kikuchi. Le long-métrage est diffusé sur la plateforme à l'automne 2023.
Il décroche le rôle titre dans deux productions à gros budgets (Kokuho, d'après le classique de Shūichi Yoshida, et Baban Baban Ban Vampire, tiré du manga de Hiromasa Okujima), attendues pour l'été 2025.

## Filmographie

### Télévision

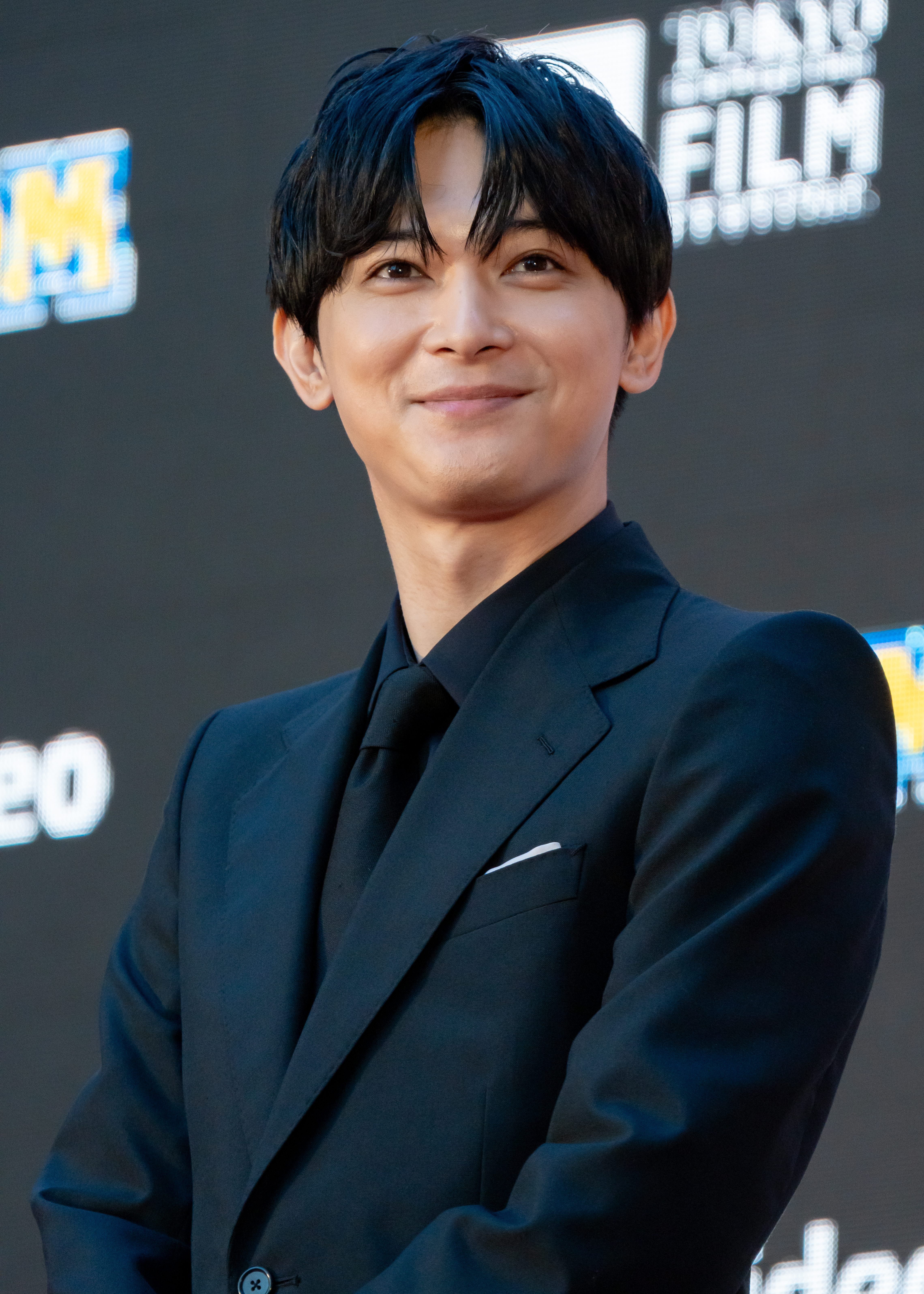
Ryō Yoshizawa au Festival international du film de Tokyo pour l'avant-première de Family, en 2023.

| Année(s)    | Titre                                             | Rôle                               | Note(s)                      | Ref.   |
| ----------- | ------------------------------------------------- | ---------------------------------- | ---------------------------- | ------ |
| 2011        | Sign                                              | Yūki Nagi                          |                              |        |
| 2011        | Kingyo Club                                       | Shō Yanagihashi                    |                              |        |
| 2011 - 2012 | Kamen Rider Fourze                                | Ryūsei Sakuta / Kamen Rider Meteor |                              | [ 2 ]  |
| 2012        | Soko o Nantoka                                    | Keita Yabe                         | Episode 2                    |        |
| 2013        | 3-in-1 House Share                                | Negishi                            |                              |        |
| 2013        | Bussen                                            | Tamura Shosuke                     |                              |        |
| 2013        | The Liar and His Lover: Sidestory                 | Yuichi Kimijima                    |                              |        |
| 2014        | Lost Days                                         | Natsu Takano                       |                              |        |
| 2014        | The Man with World's Biggest Potential            | Ikeda                              |                              |        |
| 2014        | Water Polo Yankees                                | Shinsuke Kato                      |                              |        |
| 2014        | Hell Teacher Nube                                 | Katsuya Kimura                     |                              |        |
| 2015        | Heat                                              | Kohei Matsuyama                    |                              |        |
| 2015        | Ichiro                                            | Iemochi Tokugawa                   | Episode 1                    |        |
| 2015        | Lady Girls                                        | Ryosuke Maekawa                    |                              |        |
| 2016        | Please Love Me!                                   | Junta Sano                         | Episode 1                    |        |
| 2016        | Criminologist Himura and Mystery Writer Arisugawa | Eisuke Hata                        | Episode 2                    |        |
| 2016        | Is It Real That Teacher Hayako Is Going to Marry? | Hayato Kitsuregawa                 | Episodes 4 à 7               |        |
| 2016        | Budokan                                           | Daichi Mizushima                   |                              |        |
| 2016        | Cold Case                                         | Junichi Kudo                       | Episode 1                    |        |
| 2017        | Tomodachi Game                                    | Yūichi Katagiri                    | Rôle principal               | [ 12 ] |
| 2017        | Inside Mari                                       | Komori Isao                        | Rôle principal               |        |
| 2017        | Gintama: Mitsuba Hen                              | Okita Sogo                         |                              |        |
| 2017        | Shimokitazawa Die Hard                            | Kidnapper                          | Episode 1                    |        |
| 2017        | Love and Hong Kong                                | Kenta Yamada                       | Rôle principal               |        |
| 2018        | Survival Wedding                                  | Yuichi Kashiwagi                   |                              |        |
| 2018        | Gintama of the Unusual                            | Okita Sogo                         | Episode 1                    |        |
| 2018        | Giver: Revenge's Giver                            | Giba                               | Rôle principal               |        |
| 2019        | Natsuzora                                         | Ten'yō Yamada                      | Asadora                      | [ 13 ] |
| 2020        | Hanzawa Naoki 2: Episode 0                        | Kei Kōsaka                         | Rôle principal ; téléfilm    | [ 13 ] |
| 2020        | Hanzawa Naoki 2                                   | Kei Kōsaka                         | Episode 3 ; caméo            | [ 14 ] |
| 2021        | Reach Beyond the Blue Sky                         | Shibusawa Eiichi                   | Rôle principal ; Taiga drama | [ 15 ] |
| 2022        | PICU                                              | Takeshirō Shikota                  | Rôle principal               | [ 16 ] |

### Cinéma

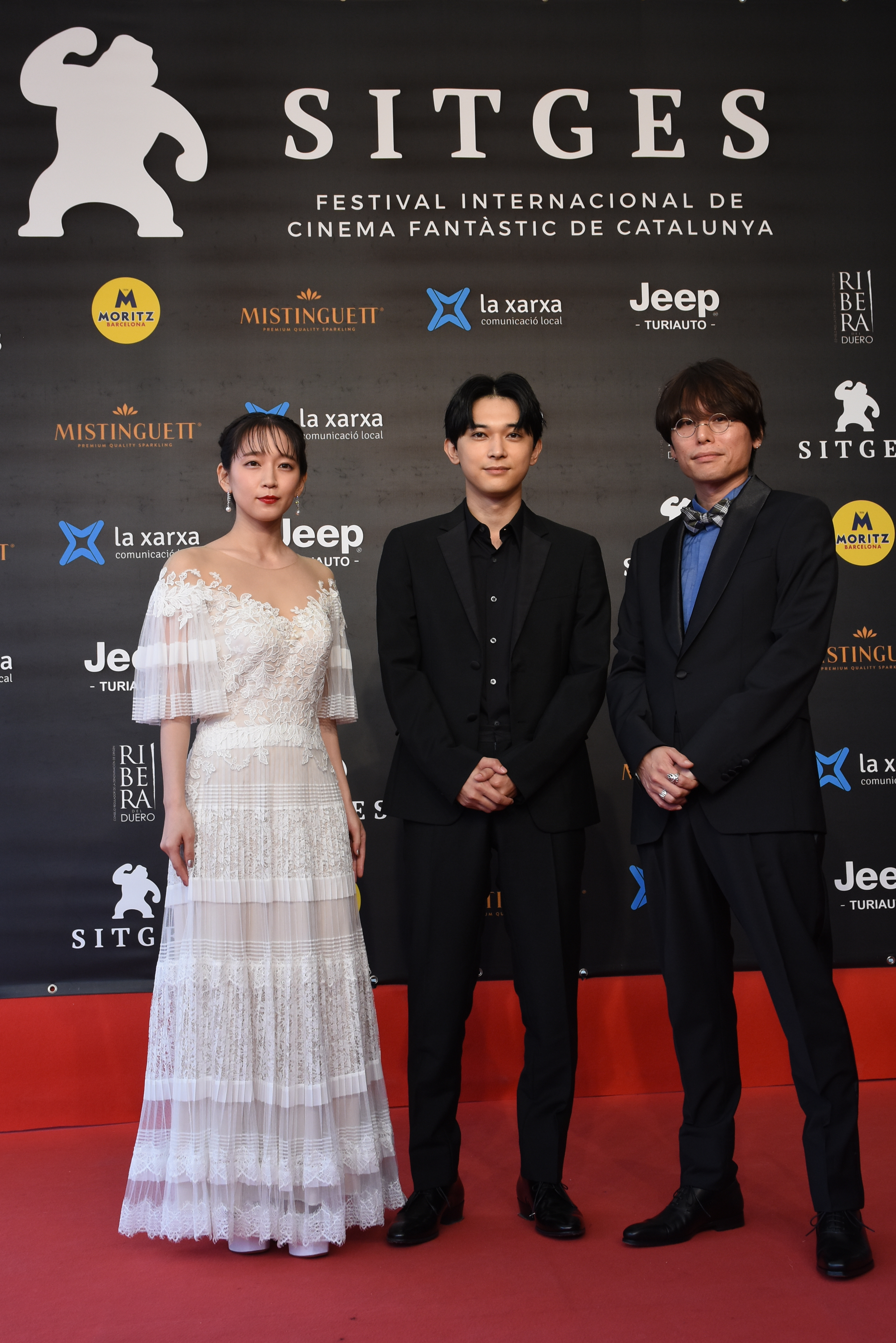
Ryō Yoshizawa, entouré par sa co-star Riho Yoshioka et le réalisateur Tatsuyuki Nagai, pour la présentation du Bleu du ciel dans ses yeux au Festival international du film fantastique de Catalogne en 2019.

| Année | Titre                                                          | Rôle                                | Note(s)                                   | Ref.   |
| ----- | -------------------------------------------------------------- | ----------------------------------- | ----------------------------------------- | ------ |
| 2011  | Kamen Rider × Kamen Rider Fourze & OOO: Movie War Mega Max     | Ryūsei Sakuta / Kamen Rider Meteor  | Crédité en tant que l'étudiant mystérieux |        |
| 2012  | Kamen Rider × Super Sentai: Super Hero Taisen                  | Ryūsei Sakuta / Kamen Rider Meteor  |                                           |        |
| 2012  | Kamen Rider Fourze, le film : À nous, l'espace !               | Ryūsei Sakuta / Kamen Rider Meteor  |                                           |        |
| 2012  | Toei Hero Next 2: The Future I'm Executing                     |                                     | Rôle principal                            |        |
| 2012  | Kamen Rider × Kamen Rider Wizard & Fourze: Movie War Ultimatum | Ryūsei Sakuta / Kamen Rider Meteor  |                                           |        |
| 2013  | The Liar and His Lover                                         | Yuichi Kimijima                     |                                           | [ 17 ] |
| 2013  | Danshi kōkōsei no nichijō                                      | Hidenori Tabata                     |                                           | [ 18 ] |
| 2014  | Blue Spring Ride                                               | Aya Kominato                        |                                           | [ 19 ] |
| 2016  | Wolf Girl and Black Prince                                     | Yū Kusakabe                         |                                           | [ 20 ] |
| 2016  | Dangerous Cops: Final 5 Days                                   | Kazunori Kawasumi                   |                                           | [ 2 ]  |
| 2017  | Gintama                                                        | Okita Sogo                          |                                           | [ 2 ]  |
| 2017  | Tomodachi Game: The Movie                                      | Yūichi Katakiri                     | Rôle principal                            | [ 21 ] |
| 2017  | Tomodachi Game: The Movie – Final                              | Yūichi Katakiri                     | Rôle principal                            | [ 2 ]  |
| 2017  | Psychic Kusuo                                                  | Shun Kaidō                          |                                           | [ 2 ]  |
| 2018  | River's Edge                                                   | Ichiro Yamada                       | Rôle principal                            | [ 22 ] |
| 2018  | Anoko no Toriko                                                | Yori Suzuki                         | Rôle principal                            | [ 23 ] |
| 2018  | Evil and the Mask                                              | Ryōsuke Itō                         |                                           | [ 24 ] |
| 2018  | Marmalade Boy                                                  | Yū Matsuura                         | Rôle principal                            | [ 25 ] |
| 2018  | Reon                                                           | Tōru Ichijō                         |                                           | [ 26 ] |
| 2018  | The Cat in Their Arms                                          | Cat Yoshio                          | Rôle principal                            | [ 27 ] |
| 2018  | Bleach                                                         | Uryū Ishida                         |                                           | [ 28 ] |
| 2018  | Gintama 2                                                      | Okita Sogo                          |                                           | [ 2 ]  |
| 2019  | Kingdom                                                        | Ying Zheng / Piao                   |                                           | [ 29 ] |
| 2019  | Le Bleu du ciel dans ses yeux                                  | Shinnosuke Kanamuro / Shinno (voix) | Rôle principal                            | [ 30 ] |
| 2020  | Not Quite Dead Yet                                             | Matsuoka                            |                                           | [ 31 ] |
| 2020  | Sakura                                                         | Hajime Hasegawa                     |                                           | [ 32 ] |
| 2020  | Blue, Painful, Fragile                                         | Kaede Tabata                        | Rôle principal                            | [ 33 ] |
| 2020  | Awake                                                          | Eiichi                              | Rôle principal                            | [ 34 ] |
| 2021  | Tokyo Revengers                                                | Manjiro "Mikey" Sano                |                                           | [ 35 ] |
| 2021  | My Hero Academia: World Heroes' Mission                        | Rody Soul (voix)                    |                                           | [ 36 ] |
| 2022  | Kingdom 2: Far and Away                                        | Ying Zheng                          |                                           | [ 29 ] |
| 2022  | Black Night Parade                                             | Miharu Hino                         | Rôle principal                            | [ 37 ] |
| 2023  | Familia                                                        | Manabu                              |                                           | [ 38 ] |
| 2023  | In Love and Deep Water                                         | Suguru Ubukata                      | Rôle principal                            | [ 39 ] |
| 2023  | Tokyo Revengers 2: Bloody Halloween Part 1                     | Manjiro "Mikey" Sano                |                                           | [ 40 ] |
| 2023  | Tokyo Revengers 2: Bloody Halloween Part 2                     | Manjiro "Mikey" Sano                |                                           | [ 41 ] |
| 2023  | Kingdom 3: The Flame of Destiny                                | Ying Zheng                          |                                           | [ 42 ] |
| 2023  | Family                                                         | Makoto                              | Rôle principal                            | [ 43 ] |
| 2024  | Living in Two Worlds                                           | Dai Igarashi                        | Rôle principal                            | [ 44 ] |
| 2024  | Kingdom 4: Return of the Great General                         | Ying Zheng                          |                                           | [ 45 ] |
| 2025  | Kokuho                                                         | Kikuo Tachibana                     | Rôle principal                            | [ 46 ] |
| 2025  | Baban Baban Ban Vampire                                        | Mori Ranmaru                        | Rôle principal                            | [ 47 ] |

## Récompenses

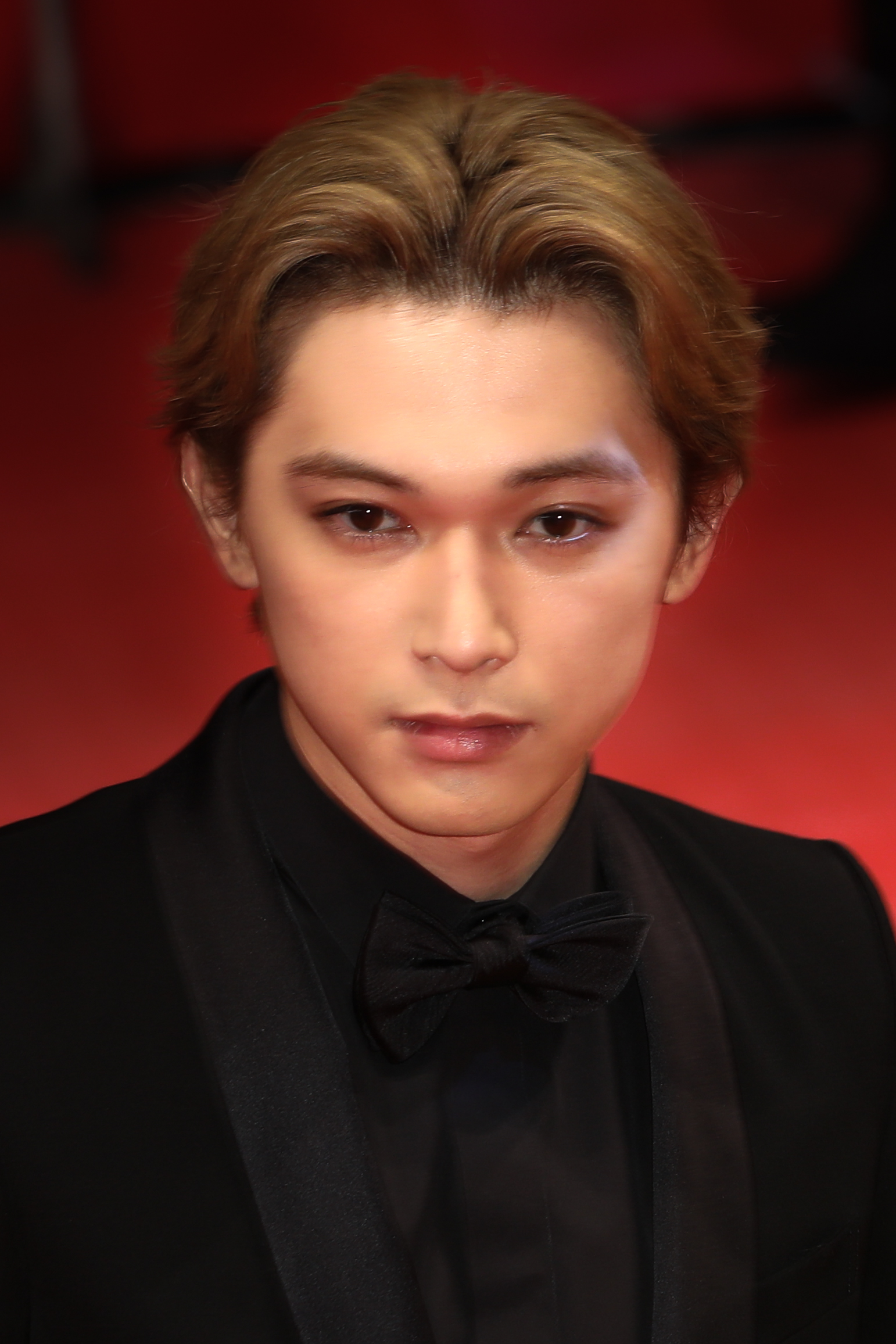
Ryō Yoshizawa à la Berlinale pour River's Edge, en 2018.

| Année | Festival                           | Catégorie                           | Œuvre(s) concernée(s)                                                     | Résultat | Ref.   |
| ----- | ---------------------------------- | ----------------------------------- | ------------------------------------------------------------------------- | -------- | ------ |
| 2018  | 10ème TAMA Movie Awards            | Meilleur nouvel acteur              | River's Edge, The Cat in Their Arms, Evil and the Mask, Reon et Gintama 2 | Lauréat  | [ 7 ]  |
| 2018  | 40ème Festival du film de Yokohama | Meilleur nouvel acteur              | River's Edge, Marmalade Boy et Gintama 2                                  | Lauréat  | [ 6 ]  |
| 2019  | 42ème Japan Academy Prize          | Révélation de l'année               | River's Edge                                                              | Lauréat  | [ 8 ]  |
| 2020  | 62ème Blue Ribbon Awards           | Meilleur acteur dans un second rôle | Kingdom                                                                   | Lauréat  | [ 9 ]  |
| 2020  | 43ème Japan Academy Prize          | Meilleur acteur dans un second rôle | Kingdom                                                                   | Lauréat  | [ 10 ] |
| 2020  | 44ème Elan d'or Awards             | Révélation de l'année               | Performance générale                                                      | Lauréat  | [ 11 ] |
| 2022  | 110ème Drama Academy Awards        | Meilleur acteur                     | Reach Beyond the Blue Sky                                                 | Lauréat  |        |
| 2022  | 30ème Hashida                      | Révélation de l'année               | Reach Beyond the Blue Sky                                                 | Lauréat  | [ 48 ] |
| 2024  | 16ème TAMA Movie Awards            | Meilleur acteur                     | Kingdom 4: Return of the Great General, Family et Living in Two Worlds    | Lauréat  | [ 49 ] |